# وادی مزی
وادی مزی (به عربی: وادی مزی) یک شهرداری در الجزایر است که در استان الاغواط واقع شده‌است. وادی مزی ۱٬۷۸۶ نفر جمعیت دارد.